# Пульферо
Пульферо (італ. Pulfero) — муніципалітет в Італії, у регіоні Фріулі-Венеція-Джулія,  провінція Удіне.
Пульферо розташоване на відстані близько 490 км на північ від Рима, 65 км на північний захід від Трієста, 23 км на північний схід від Удіне.
Населення — 978 осіб (2014).
Щорічний фестиваль відбувається 4 травня. Покровитель — святий Флоріан.

## Демографія
Населення за роками:

Станом на 1 січня 2023 року в муніципалітеті офіційно проживало 79 іноземців з 13 країн, серед них 26 громадян країн Євросоюзу та 4 громадяни України.

## Сусідні муніципалітети
- Капоретто
- Фаедіс
- Сан-П'єтро-аль-Натізоне
- Савонья
- Торреано